# 清水街
清水街，為1920年~1945年間存在之行政區，轄屬臺中州大甲郡。今臺中市清水區。

## 街庄原名
原屬
- 大肚上堡之牛罵頭街、社口庄、大槺榔庄、秀水庄、四塊厝庄、高美庄、三塊厝庄、田藔庄、吳厝庄、楊厝藔庄、大突藔庄
- 牛罵頭街改稱清水

## 行政區劃
清水街轄域內分為清水、社口、大槺榔、秀水、四塊厝、高美、三塊厝、田寮、吳厝、楊厝寮、大突寮十一個大字。
- 清水大字下有「清水」、「西勢」小字名
- 社口大字下有「社口」、「牛埔」小字名
- 大槺榔大字下有「大槺榔」、「槺榔」小字名
- 秀水大字下有「秀水」、「麻豆崙」、「武鹿」小字名
- 三塊厝大字下有「三塊厝」、「菁埔」、「頂湳子」小字名
- 田寮大字下有「田寮」、「橋頭」、「下湳子」小字名
- 吳厝大字下有「吳厝」、「橋頭寮」小字名
- 楊厝寮大字下有「楊厝寮」、「海風」小字名
- 大突寮大字下有「大突寮」、「十塊寮」小字名